# NGC 5356
NGC 5356 é uma galáxia espiral barrada (SBbc) localizada na direcção da constelação de Virgo. Possui uma declinação de +05° 20' 00" e uma ascensão recta de 13 horas, 54 minutos e 58,3 segundos.
A galáxia NGC 5356 foi descoberta em 2 de Fevereiro de 1786 por William Herschel.